# Welsh Cup 2023-2024
La Coppa del Galles 2023-2024 è la 136ª edizione della coppa nazionale del Galles, iniziata il 28 luglio 2023 e con termine il 28 aprile 2024. La squadra vincente ottiene la qualificazione per la UEFA Conference League 2024-2025.
Il The New Saints è la squadra campione in carica, avendo vinto il titolo per la nona volta nella sua storia, la terza consecutiva.

## Primo turno preliminare
Al primo turno preliminare partecipano le squadre del terzo livello del campionato gallese.

### Zona centro
| Squadra 1              | Risultato | Squadra 2              |
| ---------------------- | --------- | ---------------------- |
| 28 luglio 2023         |           |                        |
| Aberaeron              | 0 – 3     | Tregaron Turfs         |
| Machynlleth            | 4 – 3     | Four Crosses           |
| 29 luglio 2023         |           |                        |
| Berriew                | 0 – 2     | Abermule               |
| Builth Wells           | 3 – 1     | Kerry                  |
| Dolgellau Athletic     | 1 – 2     | Llandrindod Wells      |
| Knighton Town          | 4 – 2     | Hay St Marys           |
| Llanilar               | 4 – 0     | Llanrhaeadr            |
| Llansantffraid Village | 3 – 0     | Welshpool Town         |
| Montgomery Town        | 3 – 0     | Ffostrasol Wanderers   |
| Penparcau              | 7 – 0     | Presteigne St. Andrews |
| Radnor Valley          | 2 – 0     | Waterloo Rovers        |

### Zona nord
| Squadra 1           | Risultato       | Squadra 2           |
| ------------------- | --------------- | ------------------- |
| 28 luglio 2023      |                 |                     |
| St. Asaph           | 18 – 0          | Rhyl                |
| 29 luglio 2023      |                 |                     |
| Bethesda Athletic   | 1 – 4           | Llanrwst United     |
| Caer Clwyd          | 2 – 6           | Rhos United         |
| Cerrigydrudion      | 3 – 3 (3-1 dtr) | Llandudno Amateurs  |
| Glan Conwy          | 0 – 2           | Rhuddlan Town       |
| Llandudno Junction  | 1 – 1 (5-4 dtr) | Llannefydd          |
| Llandyrnog United   | 3 – 0           | Bro Cernyw          |
| Llansannan          | 2 – 3           | Llysfaen            |
| Meliden             | 0 – 2           | Kinmel Bay          |
| Mochdre Sports      | 3 – 2           | Llanfairfechan Town |
| NFA                 | 6 – 0           | Penrhyn Bay         |
| Penmaenmawr Phoenix | 3 – 2           | Bow Street          |
| Y Glannau           | 4 – 1           | Abergele            |

### Zona nordest
| Squadra 1          | Risultato       | Squadra 2           |
| ------------------ | --------------- | ------------------- |
| 28 luglio 2023     |                 |                     |
| Llay Welfare       | 12 – 0          | Holywell Town       |
| 29 luglio 2023     |                 |                     |
| Brickfield Rangers | 3 – 0           | Saltney Town        |
| Caerwys            | 3 – 0           | Corwen              |
| Coedpoeth Utd      | 0 – 1           | Llangollen Town     |
| Caer Clwyd         | 2 – 6           | Rhos United         |
| Connah's Quay Town | 1 – 2           | Mynydd Isa Spartans |
| Greenfield         | 4 – 4 (7-6 dtr) | Castell Alun Colts  |
| Penycae            | 4 – 3           | Rhostyllen          |
| Rhos Aelwyd        | 5 – 1           | Overton Recreation  |
| Rhydymwyn          | 1 – 4           | Gronant             |
| Yr Wyddgrug        | 1 – 11          | Hawarden Rangers    |

### Zona nordovest
| Squadra 1           | Risultato | Squadra 2          |
| ------------------- | --------- | ------------------ |
| 29 luglio 2023      |           |                    |
| Aberffraw           | 3 – 4     | Penrhyndeudraeth   |
| Amlwch Town         | 1 – 0     | Llanrug United     |
| Blaneau Ffestiniog  | 1 – 3     | Boded              |
| Cemaes Bay          | 1 – 2     | Talysarn Celts     |
| Glantraeth          | 3 – 0     | Gwalchmai          |
| Holyhead Town       | 2 – 0     | Bethesda Rovers    |
| Llanberis           | 7 – 2     | Bontnewydd         |
| Llanerchymedd       | 0 – 2     | Nantle Vale        |
| Llangoed            | 3 – 6     | Llanfairpwll FC    |
| Menai Bridge Tigers | 9 – 2     | Barmouth & Dyffryn |
| Nefyn United        | 3 – 1     | Cefni              |
| Pwlheli             | 2 – 1     | Llangefni Town     |
| Y Felinheli         | 5 – 1     | Trearddur Bay      |

### Zona sud
| Squadra 1           | Risultato       | Squadra 2            |
| ------------------- | --------------- | -------------------- |
| 28 luglio 2023      |                 |                      |
| Cardiff Corinthians | 7 – 2           | Cwrt-Y-Vil           |
| 29 luglio 2023      |                 |                      |
| AFC Wattstown       | 1 – 1 (5-6 dtr) | AFC Whitchurch       |
| Aber Valley         | 4 – 1           | Trelevis Welfare     |
| Bettws              | 1 – 5           | Sully Sports         |
| Caerphilly Athletic | 3 – 1           | Clwb Cymric          |
| Cardiff Airport     | 6 – 0           | Cwmbach Royal Stars  |
| Cardiff Draconians  | 0 – 1           | Canton               |
| Cascade YC          | 3 – 6           | Treherbert BGC       |
| Dinas Powys         | 2 – 2 (2-4 dtr) | Llanrumney United    |
| Ely Rangers         | 2 – 0           | Treforest            |
| Garw SBGC           | 2 – 2 (2-4 dtr) | Cardiff Bay          |
| Llangeinor          | 2 – 1           | Cardiff Bay Warriors |
| Llantwit Fardre     | 2 – 2 (5-4 dtr) | Brynna               |
| Nelson Cavaliers    | 1 – 3           | Tonyrefail BGC       |
| St Albans           | 4 – 3           | Llanrumney Athletic  |
| Treowen Stars       | 9 – 0           | St Josephs           |

### Zona sudest
| Squadra 1             | Risultato       | Squadra 2                  |
| --------------------- | --------------- | -------------------------- |
| 29 luglio 2023        |                 |                            |
| Abercarn United       | 3 – 0           | Monmouth Town              |
| Aberbargoed Buds      | 1 – 2           | Pill                       |
| Brecon Corinthians    | 1 – 2           | Tredegar Town              |
| Cefn Fforest          | 2 – 0           | Coed Eva Athletic          |
| Chepstow Town         | 3 – 2           | Wattsville                 |
| Cwmbran Town          | 3 – 2           | Blaenavon Blues            |
| Cwmaman               | 11 – 0          | FC Tredegar                |
| Goytre                | 0 – 1           | Newport City               |
| Llanhilleth Athletic  | 1 – 2           | AC Pontymister             |
| Lliswerry             | 1 – 1 (6-7 dtr) | New Inn                    |
| Machen                | 3 – 2           | Pentwynmawr Athletic       |
| Newport Civil Service | 1 – 2           | Treharris Athletic Western |
| Newport Corinthians   | 1 – 1 (3-4 dtr) | PILCS                      |
| Newport Saints        | 6 – 1           | Risca Town                 |
| Rogerstone            | 1 – 3           | Caerleon                   |

### Zona sudovest
| Squadra 1         | Risultato        | Squadra 2             |
| ----------------- | ---------------- | --------------------- |
| 28 luglio 2023    |                  |                       |
| AFC Penrhiwceiber | 3 – 6            | Mumbles Rangers       |
| 29 luglio 2023    |                  |                       |
| Pencoed Athletic  | 2 – 2 (6-7 dtr)  | Porthcawl Town        |
| Porth             | 3 – 5            | Glynneath Town        |
| Clase Social      | 3 – 3 (9-10 dtr) | Penclawdd             |
| Cornelly United   | 2 – 0            | Ynystawe Athletic     |
| Cwm Wanderers     | 0 – 5            | Penydarren BGC        |
| Evans & Williams  | 1 – 0            | Morriston Town        |
| Garden Village    | 2 – 1            | Penlan                |
| Merthyr Saints    | 0 – 2            | Aberfan               |
| Neath Town        | 2 – 3            | Afan United           |
| Port Talbot Town  | 1 – 2            | Rockspur              |
| South Gower       | 2 – 0            | Vale United           |
| Tata Steel        | 4 – 2            | Seven Sisters Onllwyn |
| West End          | 0 – 15           | Ton Pentre            |
| Ynysygerwn        | 2 – 2 (5-4 dtr)  | Aberdare Town         |

## Secondo turno preliminare
Il sorteggio per il secondo turno preliminare si è tenuto il 4 agosto 2023.

### Zona centro
| Squadra 1              | Risultato       | Squadra 2       |
| ---------------------- | --------------- | --------------- |
| 18 agosto 2023         |                 |                 |
| Machynlleth            | 2 – 3           | Tregaron Turfs  |
| Penrhyncoch            | 6 – 0           | Abermule        |
| 19 agosto 2023         |                 |                 |
| Knighton Town          | 1 – 8           | Builth Wells    |
| Llandrindod Wells      | 1 – 3           | Bow Street      |
| Llansantffraid Village | 1 – 2           | Radnor Valley   |
| Montgomery Town        | 1 – 1 (6-5 dtr) | Llanilar        |
| Penparcau              | 0 – 0 (3-1 dtr) | Llanfair United |

### Zona nordest
| Squadra 1           | Risultato       | Squadra 2          |
| ------------------- | --------------- | ------------------ |
| 19 agosto 2023      |                 |                    |
| Cefn Albion         | 3 – 0           | Hawarden Rangers   |
| Corwen              | 4 – 3           | Llay Welfare       |
| Greenfield          | 0 – 4           | Rhos Aelwyd        |
| Mynydd Isa Spartans | 2 – 2 (4-5 dtr) | Cerrigydrudion     |
| NFA                 | 4 – 1           | Llandyrnog United  |
| Penycae             | 2 – 1           | Gronant            |
| Rhuddlan Town       | 0 – 5           | Brickfield Rangers |
| St. Asaph           | 7 – 0           | Y Glannau          |
| Y Rhyl 1879         | 3 – 1           | Llangollen Town    |
| 25 agosto 2023      |                 |                    |
| Flint Mountain      | 9 – 0           | Kinmel Bay         |

### Zona nordovest
| Squadra 1           | Risultato       | Squadra 2           |
| ------------------- | --------------- | ------------------- |
| 19 agosto 2023      |                 |                     |
| Amlwch Town         | 2 – 5           | Llanuwchllyn        |
| Boded               | 1 – 2           | Llanrwst United     |
| Conwy Borough       | 2 – 1           | Talysarn Celts      |
| Glantraeth          | 3 – 0           | Rhos United         |
| Holyhead Hotspur    | 2 – 0           | Llysfaen            |
| Holyhead Town       | 1 – 1 (3-4 dtr) | Llandudno Junction  |
| Menai Bridge Tigers | 6 – 2           | Penrhyndeudraeth    |
| Mochdre Sports      | 1 – 1 (4-3 dtr) | Llanfairpwll FC     |
| Nantile Vale        | 4 – 2           | Nefyn United        |
| Pwlheli             | 2 – 0           | Penmaenmawr Phoenix |
| Y Felinheli         | 3 – 0           | Llanberis           |

### Zona sudest
| Squadra 1           | Risultato       | Squadra 2           |
| ------------------- | --------------- | ------------------- |
| 18 agosto 2023      |                 |                     |
| Cardiff Airport     | 7 – 2           | Cardiff Bay         |
| 19 agosto 2023      |                 |                     |
| Abercarn United     | 3 – 2           | Caerleon            |
| Caerphilly Athletic | 3 – 0           | Machen              |
| Caldicot Town       | 2 – 2 (4-5 dtr) | Newport City        |
| Cefn Fforest        | 8 – 0           | AFC Whitchurch      |
| Chepstow Town       | 3 – 1           | Risca United        |
| Ely Rangers         | 4 – 0           | Llanrumney United   |
| New Inn             | 2 – 4           | Trethomas Bluebirds |
| Pill                | 3 – 1           | Newport Saints      |
| St Albans           | 5 – 3           | PILCS               |
| Sully Sport         | 5 – 0           | AFC Pontymister     |
| Tredegar Town       | 1 – 2           | Cardiff Corinthians |
| Undy Athletic       | 3 – 4           | Canton              |
| 26 agosto 2023      |                 |                     |
| Treowen Stars       | 2 – 2 (0-2 dtr) | Cwmbran Town        |

### Zona sudovest
| Squadra 1                  | Risultato       | Squadra 2             |
| -------------------------- | --------------- | --------------------- |
| 18 agosto 2023             |                 |                       |
| Treherbert BGC             | 1 – 5           | Mumbles Rangers       |
| 19 agosto 2023             |                 |                       |
| Aber Valley                | 4 – 0           | AFC Llwydcoed         |
| Afan United                | 4 – 2           | Llangeinor            |
| Cefn Cribwr                | 1 – 3           | Penydarren BGC        |
| Cornelly United            | 0 – 3           | Porthcawl Town        |
| Cwmaman                    | 5 – 4           | Garden Village        |
| Llantwit Fardre            | 1 – 1 (4-3 dtr) | Tata Steel            |
| Penclawdd                  | 0 – 9           | Penrhiwceiber Rangers |
| Pontyclun                  | 1 – 1 (4-2 dtr) | Ynyshir Albions       |
| Swansea University         | 0 – 6           | Rockspur              |
| Ton Pentre                 | 5 – 6           | South Gower           |
| Tonyrefail BGC             | 2 – 5           | Aberfan               |
| Treharris Athletic Western | 3 – 0           | Glynneath Town        |
| Ynysygerwn                 | 1 – 2           | Evans & Williams      |

## Primo turno
Al primo turno partecipano le 56 vincitrici del turno preliminare e le squadre di Cymru North e Cymru South. Il sorteggio si è tenuto il 22 agosto 2023.

### Zona nordest
| Squadra 1          | Risultato | Squadra 2         |
| ------------------ | --------- | ----------------- |
| 16 settembre 2023  |           |                   |
| Brickfield Rangers | 3 – 1     | Caersws           |
| Corwen             | 0 – 4     | Bow Street        |
| Llanidloes Town    | 5 – 4     | Builth Wells      |
| Mold Alexandra     | 13 – 1    | Montgomery Town   |
| Penparcau          | 0 – 1     | Cefn Albion       |
| Penrhyncoch        | 2 – 4     | Chirk A.A.A.      |
| Penycae            | 1 – 4     | Rhos Aelwyd       |
| Radnor Valley      | 0 – 4     | Gresford Athletic |
| Tregaron Turfs     | 2 – 10    | Llanuwchllyn      |

### Zona nordovest
| Squadra 1         | Risultato       | Squadra 2           |
| ----------------- | --------------- | ------------------- |
| 15 settembre 2023 |                 |                     |
| Porthmadog        | 3 – 0           | Glantraeth          |
| Holyhead Hotspur  | 0 – 4           | Bangor City         |
| 16 settembre 2023 |                 |                     |
| Cerrigydrudion    | 2 – 4           | Denbigh Town        |
| Llanrwst United   | 1 – 1 (4-3 dtr) | Conwy Borough       |
| Mochdre Sports    | 0 – 2           | Nantle Vale         |
| NFA               | 0 – 3           | Flint Mountain      |
| Pwllheli          | 1 – 2           | Y Felinheli         |
| St. Asaph         | 1 – 0           | Llandudno Junction  |
| Y Rhyl 1879       | 3 – 0           | Menai Bridge Towers |

### Zona sudest
| Squadra 1             | Risultato       | Squadra 2           |
| --------------------- | --------------- | ------------------- |
| 15 settembre 2023     |                 |                     |
| Caerau (Ely)          | 3 – 2           | Cardiff Corinthians |
| Newport City          | 0 – 2           | Abergavenny Town    |
| 16 settembre 2023     |                 |                     |
| Aber Valley           | 2 – 2 (3-4 dtr) | Cwmbran Town        |
| Abercarn United       | 4 – 1           | St Albans           |
| Abertillery Bluebirds | 1 – 1 (4-1 dtr) | Caerphilly Athletic |
| Cardiff Airport       | 3 – 1           | Cefn Fforest        |
| Chepstow Town         | 7 – 0           | Pill                |
| Trethomas Bluebirds   | 4 – 1           | Ely Rangers         |
| Canton                | 3 – 1           | Sully Sports        |

### Zona sudovest
| Squadra 1         | Risultato       | Squadra 2             |
| ----------------- | --------------- | --------------------- |
| 15 settembre 2023 |                 |                       |
| Ammanford         | 0 – 0 (3-1 dtr) | Taff's Well           |
| 16 settembre 2023 |                 |                       |
| Aberfan           | 2 – 1           | Pontyclun             |
| Baglan Dragons    | 5 – 1           | Cwmaman               |
| Goytre Utd        | 1 – 3           | Trefelin BGC          |
| Llantwit Fardre   | 3 – 4           | Penrhiwceiber Rangers |
| Mumbles Rangers   | 1 – 2           | Evans & Williams      |
| Penydarren BGC    | 2 – 2 (2-3 dtr) | South Gower           |
| Rockspur          | 4 – 2           | Afan United           |
| Treharris         | 1 – 2           | Porthcawl town        |

## Secondo turno
Al secondo turno partecipano le seguenti squadre:
- le 36 vincenti del primo turno
- 16 squadre di Cymru North e Cymru South
- Le 12 squadre della Cymru Premier 2023-2024

Il sorteggio si è tenuto il 20 settembre 2023.

### Zona nord
| Squadra 1           | Risultato       | Squadra 2         |
| ------------------- | --------------- | ----------------- |
| 13 ottobre 2023     |                 |                   |
| Flint Mountain      | 3 – 1           | Holywell Town     |
| Bala Town           | 3 – 0           | Llandudno         |
| Llanidloes Town     | 1 – 3           | Gresford Athletic |
| 14 ottobre 2023     |                 |                   |
| Airbus UK Broughton | 4 – 0           | Rhos Aelwyd       |
| Bow Street          | 2 – 3           | Buckley Town      |
| Chirk A.A.A.        | 1 – 1 (3-5 dtr) | Porthmadog        |
| Colwyn Bay          | 6 – 2           | Llanrwst United   |
| Connah's Q.N.       | 4 – 1           | Caernarfon Town   |
| Denbigh Town        | 0 – 3           | Flint Town Utd    |
| Nantlle Vale        | 2 – 2 (4-5 dtr) | Mold Alexandra    |
| St. Asaph           | 0 – 1           | Prestatyn Town    |
| Y Felinheli         | 0 – 6           | Newtown           |
| Bangor 1876         | 7 – 1           | Cefn Albion       |
| Menai Bridge Tigers | 0 – 2           | Llanuwchllyn      |
| 18 ottobre 2023     |                 |                   |
| Ruthin Town         | 0 – 5           | The New Saints    |

### Zona sud
| Squadra 1                       | Risultato       | Squadra 2               |
| ------------------------------- | --------------- | ----------------------- |
| 13 ottobre 2023                 |                 |                         |
| Llanelli Town                   | 4 – 0           | Llantwit Major          |
| Trefelin BGC                    | 2 – 2 (5-6 dtr) | Ammanford               |
| Pontypridd                      | 6 – 0           | Abertillery Bluebirds   |
| 14 ottobre 2023                 |                 |                         |
| Aberfan                         | 0 – 3           | Briton Ferry Llansawel  |
| Abergavenny Thursdays           | 1 – 3           | Cardiff Airport         |
| Aberystwyth Town                | 2 – 1           | Pontardawe Town         |
| Barry Town Utd                  | 6 – 0           | Porthcawl Town          |
| Canton                          | 1 – 1 (4-3 dtr) | Cambrian & Clydach Vale |
| Carmarthen Town                 | 2 – 0           | Evans & Williams        |
| Chepstow Town                   | 4 – 0           | Abercarn United         |
| Cwmbran Celtic                  | 0 – 3           | Penybont                |
| Haverfordwest County            | 0 – 0 (4-1 dtr) | Baglan Dragons          |
| South Gower                     | 1 – 1 (4-2 dtr) | Rockspur                |
| Trethomas Bluebirds             | 6 – 1           | Penrhiwceiber Rangers   |
| Cardiff Metropolitan University | 4 – 0           | Cwmbran Town            |
| 17 ottobre 2023                 |                 |                         |
| Caerau (Ely)                    | 4 – 1           | Afan Lido               |

## Terzo turno
Al terzo turno partecipano le 32 squadre vincitrici del secondo turno. Il sorteggio si è tenuto il 18 ottobre 2023.
| Squadra 1                       | Risultato       | Squadra 2              |
| ------------------------------- | --------------- | ---------------------- |
| 10 novembre 2023                |                 |                        |
| Connah's Q.N.                   | 8 – 0           | Prestatyn Town         |
| Llanelli Town                   | 3 – 3 (4-3 dtr) | Penybont               |
| 11 novembre 2023                |                 |                        |
| Airbus UK Broughton             | 1 – 2           | Briton Ferry Llansawel |
| Bangor City                     | 1 – 1 (7-8 dtr) | Flint Town Utd         |
| Barry Town Utd                  | 1 – 0           | Guilsfield             |
| Caerau (Ely)                    | 3 – 3 (4-3 dtr) | Gresford Athletic      |
| Cardiff Metropolitan University | 2 – 1           | Mold Alexandra         |
| Carmarthen Town                 | 4 – 2           | Abertillery Bluebirds  |
| Flint Mountain                  | 2 – 1           | Canton                 |
| Haverfordwest County            | 2 – 0           | Ammanford              |
| Llanuwchllyn                    | 1 – 2           | Buckley Town           |
| Newtown                         | 1 – 1 (3-5 dtr) | Colwyn Bay             |
| Porthmadog                      | 5 – 1           | Cardiff Airport        |
| South Gower                     | 2 – 2 (5-4 dtr) | Chepstow Town          |
| The New Saints                  | 7 – 0           | Trethomas Bluebirds    |
| Aberystwyth Town                | 0 – 1           | Bala Town              |

## Quarto turno
Al quarto turno partecipano le 16 squadre vincitrici del terzo turno. Il sorteggio si è tenuto il 17 novembre 2023.
| Squadra 1              | Risultato       | Squadra 2                       |
| ---------------------- | --------------- | ------------------------------- |
| 8 dicembre 2023        |                 |                                 |
| Briton Ferry Llansawel | 1 – 0           | Llanelli Town                   |
| 9 dicembre 2023        |                 |                                 |
| Caerau (Ely)           | 1 – 4           | Bala Town                       |
| Carmarthen Town        | 0 – 3           | The New Saints                  |
| Flint Mountain         | 2 – 1           | South Gower                     |
| Haverfordwest County   | 1 – 1 (2-4 dtr) | Cardiff Metropolitan University |
| Porthmadog             | 0 – 2           | Buckley Town                    |
| Flint Town Utd         | 0 – 3           | Connah's Q.N.                   |
| 16 dicembre 2023       |                 |                                 |
| Colwyn Bay             | 2 – 0           | Barry Town Utd                  |

## Quarti di finale
Il sorteggio si è tenuto il 13 dicembre 2023.
| Squadra 1                       | Risultato | Squadra 2      |
| ------------------------------- | --------- | -------------- |
| 16 febbraio 2024                |           |                |
| Briton Ferry Llansawel          | 1 – 5     | The New Saints |
| 17 febbraio 2024                |           |                |
| Bala Town                       | 3 – 0     | Flint Mountain |
| Buckley Town                    | 1 – 4     | Connah's Q.N.  |
| Cardiff Metropolitan University | 3 – 2     | Colwyn Bay     |

## Semifinali
Il sorteggio si è tenuto il 21 febbraio 2024.
| Squadra 1                       | Risultato | Squadra 2      |
| ------------------------------- | --------- | -------------- |
| 23 marzo 2024                   |           |                |
| Connah's Q.N.                   | 1 – 0     | Bala Town      |
| 30 marzo 2024                   |           |                |
| Cardiff Metropolitan University | 2 – 6     | The New Saints |

## Finale
| Arbitro: | Markham-Jones |

|                           |           |           |
| Franklin 30’ Williams 40’ | Marcatori | 36’ Baker |